# OKQ8
OK-Q8 AB är ett av Sveriges största drivmedelsföretag. 
2012 gick OK-Q8 AB i Sverige och Q8 Danmark A/S samman och bildade OKQ8 Scandinavia. Företaget ägs till hälften av OK Ekonomisk förening (OK) och till hälften av Kuwait Petroleum International. 
Den svenska verksamheten omfattar ca 740 stationer. OKQ8 säljer drivmedel som bensin, diesel, E85, biogas, HVO100 samt elbilsladdning. Många av OKQ8:s 350 bemannade servicestationer erbjuder biltvätt, tvätta själv-hallar, biluthyrning och bilverkstäder samt bilprodukter och snabbmat. 
OKQ8 tillhandahåller även ett utbud av produkter och tjänster för direktförsäljning mot företag verksamma inom områdena jordbruk, transportindustri, sjöfart, verkstäder m.m.  
Sedan 1997 har OKQ8 sålt elavtal till privatpersoner och sedan 2019 erbjuder OKQ8 solcellslösningar till såväl privatpersoner som företag. 
OKQ8 i Sverige har en omsättning på 27,9 miljarder SEK och cirka 2 200 anställda, varav 1 500 är anställda hos samarbetspartners och återförsäljare.

## Drivmedelstyper på OKQ8

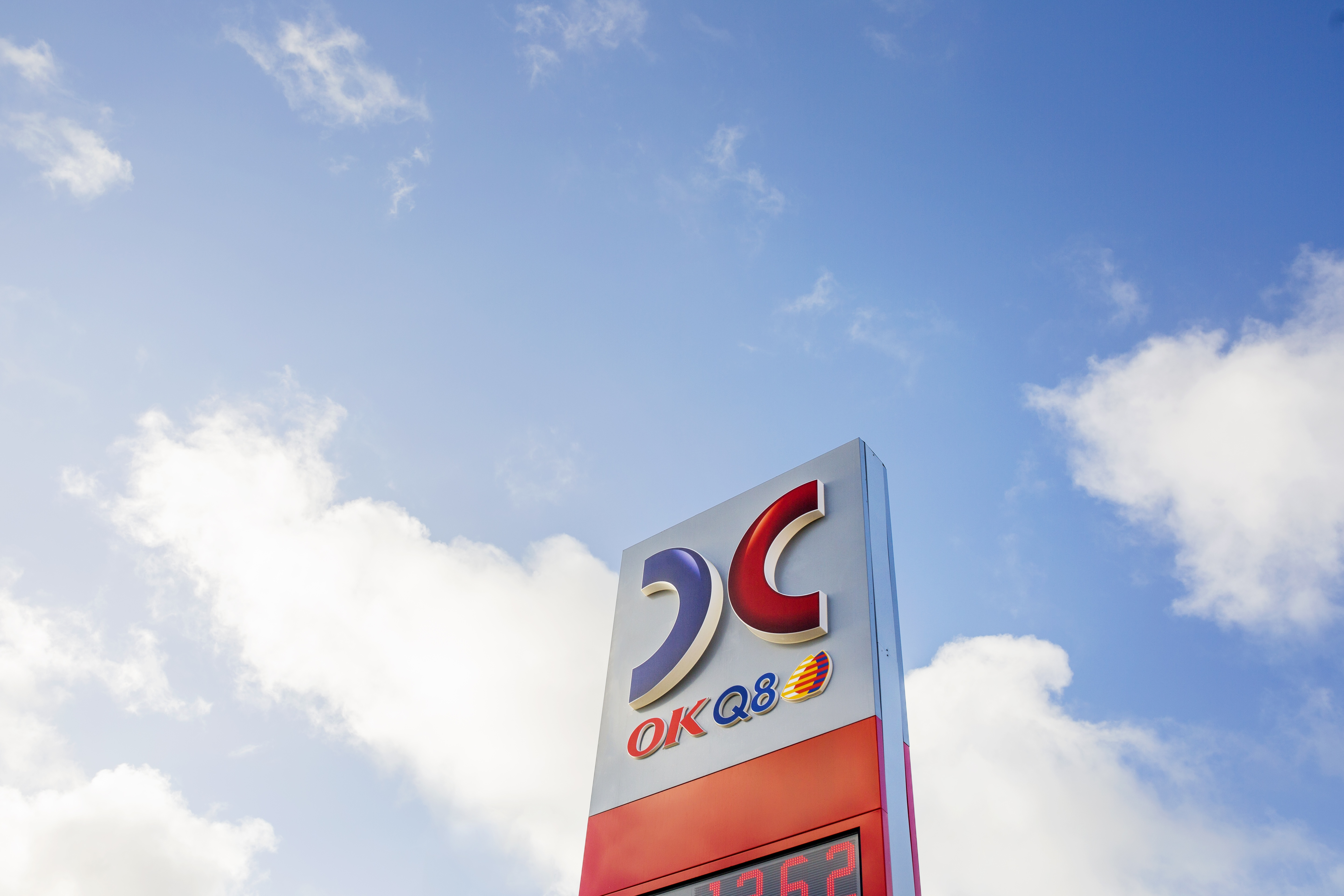
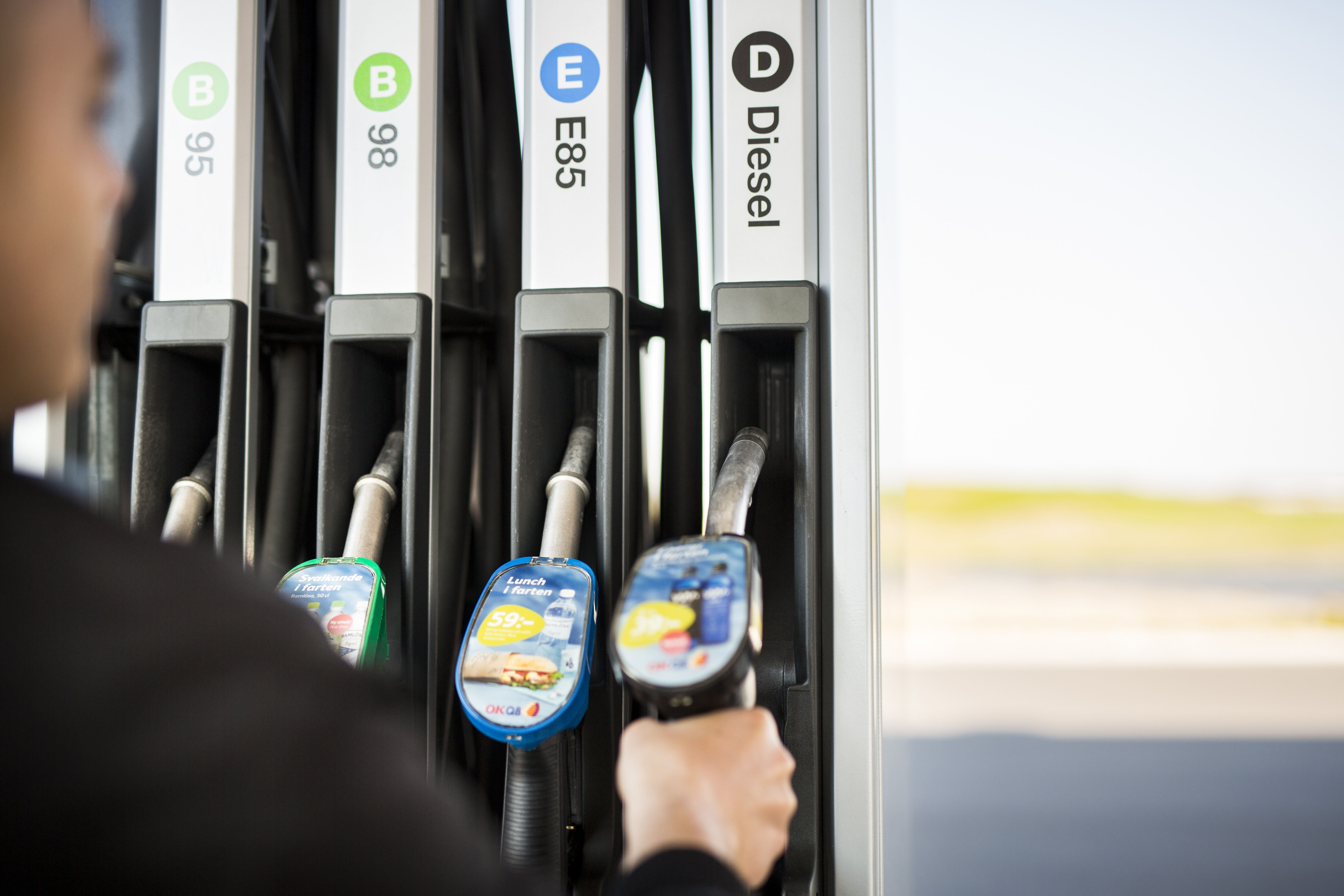

- Bensin
  - 95 oktan
  - 98 oktan
  - Alkylatbensin
- Diesel
- HVO100
- El
- Etanol (E85)
- Fordonsgas BG50